# Liste de peintures de Charles Poerson
Cette page dresse la liste de peintures de Charles Poerson, peintre français du XVIIe siècle.

## Liste
| Image | Titre                                                     | Technique                            | Date           | Commentaire                                      | Lieu de conservation                                         | N° de catalogue raisonné Brejon de Lavergnée, Reyniès et Sainte Fare Garnot, 1997 |
| ----- | --------------------------------------------------------- | ------------------------------------ | -------------- | ------------------------------------------------ | ------------------------------------------------------------ | --------------------------------------------------------------------------------- |
|       |                                                           |                                      |                |                                                  |                                                              |                                                                                   |
|       | L'Embarquement de Théagène et Chariclée                   | Huile sur cuivre 20,5 cm de diamètre | vers 1640      |                                                  | Paris, musée du Louvre                                       | 3                                                                                 |
|       | Chariclée devant le roi et la reine d'Ethiopie            | Huile sur cuivre 20,5 cm de diamètre | vers 1640      |                                                  | Collection particulière                                      | 4                                                                                 |
|       | Le Mariage de Théagène et Chariclée                       | Huile sur cuivre 20,5 cm de diamètre | vers 1640      |                                                  | Collection particulière                                      | 5                                                                                 |
|       | L'Élection de Suger, abbé de Saint-Denis                  | Huile sur bois 55,2 x 50,8 cm        | 1635           | Le tableau a aussi été attribué à Juste d'Egmont | Nantes, musée d'Arts                                         | 6                                                                                 |
|       | Suger fait bâtir l'abbaye de Saint-Denis                  | Huile sur bois 59 x 51 cm            | 1635           | Le tableau a aussi été attribué à Juste d'Egmont | Nantes, musée d'Arts                                         | 7                                                                                 |
|       | Louis VII assiste aux funérailles de l'abbé Suger         | Huile sur bois 60 x 50 cm            | 1635           | Le tableau a aussi été attribué à Juste d'Egmont | Nantes, musée d'Arts                                         | 8                                                                                 |
|       | Gaucher de Châtillon au siège de Saint-Omer               | Huile sur bois 59 x 51 cm            | 1635           | Le tableau a aussi été attribué à Juste d'Egmont | Nantes, musée d'Arts                                         | 9                                                                                 |
|       | Du Guesclin mourant reçoit les clefs du château de Randon | Huile sur bois 59 x 51 cm            | 1635           | Le tableau a aussi été attribué à Juste d'Egmont | Nantes, musée d'Arts                                         | 10                                                                                |
|       | Jeanne d'Arc à la bataille de Patay                       | Huile sur bois 57,5 x 52 cm          | 1635           | Le tableau a aussi été attribué à Juste d'Egmont | Orléans, musée des Beaux-Arts                                | 11                                                                                |
|       | La Rencontre d'Antoine et Cléopâtre                       | Huile sur cuivre 20,5 x 17 cm        |                |                                                  | Cambridge, Harvard University Art Museum                     | 13                                                                                |
|       | La Rencontre d'Antoine et Cléopâtre                       | Huile sur cuivre 20 cm de diamètre   |                |                                                  | Localisation actuelle inconnue                               | 14                                                                                |
|       | Le banquet d'Antoine et Cléopatre                         | Huile sur cuivre 20 cm de diamètre   |                |                                                  | Localisation actuelle inconnue                               | 15                                                                                |
|       | Mars et Vénus                                             | Huile sur cuivre 19,5 cm de diamètre |                |                                                  | Localisation actuelle inconnue                               | 16                                                                                |
|       | Diane chasseresse                                         | Huile sur cuivre 19,5 cm de diamètre |                |                                                  | Localisation actuelle inconnue                               | 17                                                                                |
|       | L'Assomption de la Vierge                                 | Huile sur toile 425 x 260 cm         | années 1640    |                                                  | Beauvais, église Saint-Étienne                               | 19                                                                                |
|       | L'Assomption de la Vierge                                 | Huile sur toile 74,5 x 58,5 cm       | vers 1640      | Tableau signé : C. Poerson                       | Collection particulière                                      | 20                                                                                |
|       | La Vierge à l'Enfant entourée d'angelots                  | Huile sur cuivre 20 cm               | vers 1640-1642 |                                                  | Collection particulière                                      | 23                                                                                |
|       | Le Repos pendant la fuite en Égypte                       | Huile sur bois 35,5 x 45,7 cm        |                |                                                  | Cleveland, Museum of Art                                     | 24                                                                                |
|       | La Prédication de saint Pierre                            | Huile sur toile 325 x 260 cm         | 1642           | Tableau signé et daté : C. Poerson In. 1642.     | Paris, cathédrale Notre-Dame                                 | 25                                                                                |
|       | La Prédication de saint Pierre                            | Huile sur toile 76,2 x 61,6 cm       | 1642           |                                                  | Los Angeles, County Museum of Art                            | 27                                                                                |
|       | Le Jugement de Salomon                                    | Huile sur toile 99 x 121 cm          |                | Tableau signé : C. Poerson fecit                 | Vire, musée municipal                                        | 28                                                                                |
|       | Le Parnasse                                               | Huile sur bois 163 x 240 cm          | vers 1645      |                                                  | Paris, bibliothèque de l'Arsenal                             | 30                                                                                |
|       | Panneau décoratif                                         | Huile sur bois 170 x 120 cm          | vers 1645      |                                                  | Paris, bibliothèque de l'Arsenal                             | 31                                                                                |
|       | Allégorie de la monarchie française                       | Huile sur bois 125 x 170 cm          | vers 1645      |                                                  | Paris, bibliothèque de l'Arsenal                             | 32                                                                                |
|       | Hippolyte                                                 | Huile sur bois 54 x 45 cm            |                |                                                  | Paris, bibliothèque de l'Arsenal                             | 33a                                                                               |
|       | Rachel                                                    | Huile sur bois 51 x 41 cm            |                |                                                  | Paris, bibliothèque de l'Arsenal                             | 33b                                                                               |
|       | Sémiramis et Judith                                       | Huile sur bois 51 x 90 cm            |                |                                                  | Paris, bibliothèque de l'Arsenal                             | 33c                                                                               |
|       | Antiope                                                   | Huile sur bois 51 x 45 cm            |                |                                                  | Paris, bibliothèque de l'Arsenal                             | 33d                                                                               |
|       | Penthésilée                                               | Huile sur bois 51 x 45 cm            |                |                                                  | Paris, bibliothèque de l'Arsenal                             | 33e                                                                               |
|       | Marie Stuart                                              | Huile sur bois 54 x 23 cm            |                |                                                  | Paris, bibliothèque de l'Arsenal                             | 33f                                                                               |
|       | Déborah                                                   | Huile sur bois 51 x 12 cm            |                |                                                  | Paris, bibliothèque de l'Arsenal                             | 33g                                                                               |
|       | Lucrèce                                                   | Huile sur bois 51 x 55 cm            |                |                                                  | Paris, bibliothèque de l'Arsenal                             | 33h                                                                               |
|       | Pauline, femme de Sénèque                                 | Huile sur bois 51 x 28 cm            |                |                                                  | Paris, bibliothèque de l'Arsenal                             | 33i                                                                               |
|       | Bérénice et la Judith française                           | Huile sur bois 51 x 117 cm           |                |                                                  | Paris, bibliothèque de l'Arsenal                             | 33j                                                                               |
|       | Jeanne d'Arc                                              | Huile sur bois 51 x 29 cm            |                |                                                  | Paris, bibliothèque de l'Arsenal                             | 33k                                                                               |
|       | Esther                                                    | Huile sur bois 51 x 40 cm            |                |                                                  | Paris, bibliothèque de l'Arsenal                             | 33l                                                                               |
|       | La Rencontre d'Antoine et Cléopâtre                       | Huile sur toile                      |                |                                                  | Localisation actuelle inconnue                               | 42                                                                                |
|       | La Bataille                                               | Huile sur toile 46 x 56 cm           |                |                                                  | Cassel, Gemäldegalerie                                       | 44                                                                                |
|       | Auguste accomplit un sacrifice                            | Huile sur toile 46 x 55 cm           |                |                                                  | Cassel, Gemäldegalerie                                       | 45                                                                                |
|       | Le Frappement du rocher                                   | Huile sur toile 45 x 55,9 cm         |                |                                                  | Collection particulière                                      | 54                                                                                |
|       | La Dispute de Minerve et Neptune                          | Huile sur toile 156 x 109 cm         |                |                                                  | Collection particulière                                      | 55                                                                                |
|       | Le Jeune Louis XIV vainqueur de la Fronde                 | Huile sur toile 166 x 143 cm         | vers 1652      |                                                  | Versailles, musée national du château                        | 56                                                                                |
|       | L'Empoisonnement de Camma et Synorix au temple de Diane   | Huile sur toile 128 x 121 cm         | vers 1652      | Tableau signé : C Poerson I. Fecit.              | Metz, musée de la Cour d'Or                                  | 57                                                                                |
|       | L'Arrivée de saint Paul à Malte                           | Huile sur toile 62,9 x 52,7 cm       | 1653           |                                                  | Sacramento, Crocker Art Museum                               | Non catalogué                                                                     |
|       | Pietà                                                     | Huile sur bois 26,7 x 35,7 cm        |                | Tableau signé                                    | Collection particulière                                      | 59                                                                                |
|       | L'Annonciation                                            | Huile sur toile 350 x 400 cm         | 1652           |                                                  | Arras, musée des Beaux-Arts                                  | 71                                                                                |
|       | L'Annonciation                                            | Huile sur toile 52 x 63 cm           | 1652           |                                                  | Paris, musée Carnavalet                                      | 72                                                                                |
|       | L'Annonciation                                            | Huile sur toile                      | 1652 ?         |                                                  | Toula, musée                                                 | 73                                                                                |
|       | L'Annonciation                                            | Huile sur toile 52 x 63 cm           |                | Tableau signé : C.P.F.                           | Collection particulière                                      | 74                                                                                |
|       | La Visitation                                             | Huile sur toile 52 x 63 cm           | vers 1655-1657 |                                                  | Collection particulière                                      | 76                                                                                |
|       | La Nativité                                               | Huile sur toile 57,5 x 64,5 cm       | vers 1655      |                                                  | Paris, musée Carnavalet                                      | 78                                                                                |
|       | La Nativité                                               | Huile sur toile 53 x 37 cm           | vers 1655      | Tableau signé : C. Poerson.                      | Paris, musée du Louvre                                       | 79                                                                                |
|       | La Nativité                                               | Huile sur toile 120 x 160 cm         | vers 1653-1655 | Tableau signé : C. Poerson.                      | Montfort-l'Amaury, église                                    | 80                                                                                |
|       | La Présentation de Jésus au Temple                        | Huile sur toile                      |                |                                                  | Portland, Art Museum                                         | Non catalogué                                                                     |
|       | Le Baptême du Christ                                      | Huile sur toile 195 x 105 cm         |                |                                                  | Cambrai, église Saint-Géry                                   | 81                                                                                |
|       | Le Repos pendant la fuite en Égypte                       | Huile sur toile 52 x 62 cm           |                |                                                  | Paris, musée Carnavalet                                      | Non catalogué                                                                     |
|       | Le Repos pendant la fuite en Égypte                       | Huile sur toile 139 x 194 cm         |                |                                                  | Cologne, Wallraf-Richartz Museum                             | 83                                                                                |
|       | Le Repos pendant la fuite en Égypte                       | Huile sur toile 130 x 130 cm         | vers 1653-1655 |                                                  | Thieux, église                                               | 85                                                                                |
|       | Jésus parmi les docteurs                                  | Huile sur toile 340 x 437 cm         |                |                                                  | Saint-Symphorien-de-Lay, église Saint-Symphorien             | 86                                                                                |
|       | Les Noces de Cana                                         | Huile sur toile 331 x 437 cm         |                |                                                  | Perpignan, musée Hyacinthe-Rigaud                            | 87                                                                                |
|       | Les Noces de Cana                                         | Huile sur toile 54 x 63,8 cm         |                |                                                  | Paris, musée Carnavalet                                      | Non catalogué                                                                     |
|       | La Dormition de la Vierge                                 | Huile sur toile 52 x 63 cm           |                |                                                  | Saint-Pétersbourg, musée de l'Ermitage                       | 88                                                                                |
|       | Le Couronnement de la Vierge                              | Huile sur toile 341 x 505 cm         |                |                                                  | Mayence, musée                                               | 89                                                                                |
|       | Pietà                                                     | Huile sur toile 177 x 117 cm         | vers 1655      | Tableau signé : C. Poerson I. F.                 | Saint-Germain-sur-Ille, chapelle du château du Verger-au-Coq | 90                                                                                |
|       | L'Assomption de la Vierge                                 | Huile sur toile 255 x 211 cm         |                |                                                  | Dublin, National Gallery of Ireland                          | 91                                                                                |
|       | L'Enlèvement des Sabines                                  | Huile sur toile 44 x 56 cm           | vers 1659-1660 | Tableau signé : C. Poerson                       | Paris, musée Hébert, en dépôt à Rennes, musée des Beaux-Arts | 111                                                                               |
|       | Le Roi David                                              | Huile sur toile 173 x 144 cm         |                |                                                  | Collection particulière                                      | Hors catalogue (repr. p.4)                                                        |
|       | Saint Sébastien                                           | Huile sur bois 137 x 56 cm           |                |                                                  | Collection particulière                                      | Non catalogué                                                                     |